# Comtat d'Erill
El 1599 els Barons d'Erill, ja considerats Vescomtes de Pallars, esdevingueren Comtes d'Erill.
El primer Comte d'Erill fou Felip Roger d'Erill-Orcau-Anglesola i d'Erill, mort a Aranda de Duero el 1611, i el segon el seu fill Alfons d'Erill-Orcau i Sentmenat, mort a Madrid el 1625. El lloc d'aquestes defuncions evidencia la tendència general de la noblesa catalana en aquells segles: fusionar-se amb la noblesa castellana (i dels altres llocs dominats per la Casa d'Àustria). El matrimoni d'Alfons d'Erill amb la milanesa Bàrbara Mayno, dama de la reina Margarida, esposa de Felip III li valgué l'accés a una comanda de l'orde militar de Sant Jaume (que era un dels objectius que pretenien amb aquestes fusions), però fruità un sola filla: Margarida Teresa d'Erill, que heretà el comtat a la mort del seu oncle Francesc d'Erill i Sentmenat, era una de les dames d'honor de la infanta Margarida.
Margarida Teresa d'Erill fou casada en primeres noces amb l'hereu dels Vicentelo de Lecca, una família corsa ennoblida a causa de la seva importància en el comerç i establerta a Sevilla. L'hereu fou Antoni Vicentelo de Lecca i d'Erill. El 1708 l'arxiduc, reconegut com a rei, Carles III va nomenar els comtes d'Erill Grandes de España, per la fidelitat austriacista d'Antoni Vicentelo de Lecca i d'Erill (1644-1715), mort a l'exili austríac poc després d'acabar la Guerra de Successió. Malgrat el seu origen -i cognoms- corsos, signà sempre com a Antoni Roger d'Erill, mostrant així la seva fidelitat al país i a la família origen del seu títol. Fou el quart comte d'Erill, títol que rebé el 1676.
El seu fill, Antoni, cinquè comte d'Erill, es casà amb una dama aragonesa, Josefa de Moncayo, i el fill d'aquest, Francesc, es casà amb una altra membre de la mateixa família: Teresa Moncayo Palafox, que era dama d'honor de l'emperadriu d'Àustria.
La seva filla, d'altra banda, Maria Gaietana Roger d'Erill i Moncayo, es casà en primeres noces amb el conde de Amarantes i en segones amb Antonio Félix de Silva y Ligne, que esdevingué així sisè comte d'Erill, si bé la titular era la seva muller. Austriacistes de renom, a l'exili vienès gaudiren de la protecció de la comtessa Caraffa, cambrera major de l'emperadriu austríaca, que també col·lateralment tenia sang dels Erill. Foren els darrers comtes d'Erill per successió directa.
D'altra banda, Margarida Teresa d'Erill es casà per segon cop amb el valencià Alfons de Cardona Borja, marquès de Castelnovo i virrei de Mallorca, conseller de guerra i majordom de Joan d'Àustria. Aquesta branca, que duien el cognom Erill de segon, també se significà notablement en el bàndol austriacista: Josep de Cardona i d'Erill fou dels nobles valencians més compromesos amb Carles d'Àustria.
Més endavant, el títol passà als Melzi, comtes Melzi, als Palafox, marquesos de Lazán, als Mencos, comtes de Guendulain, i als Álvarez de Toledo, comtes de Vila Paterna, que són qui el posseeixen encara: en l'actualitat el títol el deté el senyor Alberto Álvarez de Toledo y Mencos.
En un evident esforç de castellanització, forçada i abusiva, el títol de Comte d'Erill ha estat castellanitzat en Conde de Eril. Tots els repertoris de noblesa espanyola repeteixen l'error i transformen els cognoms dels primers comtes d'Erill eliminant sistemàticament la darrera ela.